# Drew Mikuska
Drew Mikuska (* 12. Mai 1994 in Chicago, Illinois) ist ein US-amerikanischer Schauspieler. Bekannt ist er für seine Rollen in den Filmen Scary Movie 3 und Scary Movie 4.

## Leben
Schon seit seinem vierten Lebensjahr schauspielert Mikuska. 
Er wurde, nachdem er in einem Werbespot erschien, von John Papsidera entdeckt, der ihm eine Rolle für die Parodie Scary Movie 3 verschaffte. Mikuska verkörperte den Jungen Cody, der der Stiefsohn der Protagonistin ist. 2006 erschien er dann noch in Rückblenden und Aufnahmen im Film Scary Movie 4, der Fortsetzung, und spielte denselben Charakter.
2016 erwarb er den Bachelor of Music in Composition an der University of Southern California Thornton School of Music und 2017 den Master of Music in Screen Scoring. Er arbeitete seither mit dem Komponisten Anton Sanko zusammen, wobei er ihn als Orchestrator, Arrangeur und Dirigent bei seinem Projekt unterstützte.
Innerhalb eines Praktikums in Los Angeles nach seinem Abschluss arbeitete er als studio assistent unter anderem mit Joe Trapanese zusammen sowie mit Hans Zimmers Remote Control Productions. Im Januar 2018 arbeitete er an der Los Angeles Film Conducting Intensive unter Betreuung von Angel Velez, Conrad Pope und William Ross.
Über die letzten Jahre arbeitete Mikuska in Los Angeles und Südkalifornien mit jungen Dirigenten an über 25 originalen Filmmusiksequenzen, von synthetischen Stücken über Live-Aufnahmen und Direktionen bis hin zu einer Mischung aus beidem.

## Filmografie
- 2003: Scary Movie 3
- 2004: Spelling Bee
- 2005: The Trouble with Dee Dee
- 2006: Scary Movie 4
- 2006: Last Call (Kurzfilm)